# Умурджа
Умурджа (на турски: Umurca) е село в Източна Тракия, Турция, вилает Одрин. Околия Мерич.

## География
Селото се намира на 5 км западно от Мерич.

## История
В XIX век Умурджа е малко село в Узункьоприйската кааза в Одринския вилает на Османската империя. Според „Етнография на вилаетите Адрианопол, Монастир и Салоника“, издадена в Константинопол в 1878 година и отразяваща статистиката на населението от 1873 година, Умурджа (Oumourdja) има 17 домакинства и 53 жители мюсюлмани.